# Guglielmo Gabetto
Guglielmo Gabetto (24. februar 1916 - 4. maj 1949) var en italiensk fodboldspiller (angriber).
Gabetto spillede hele sin karriere i fødebyen Torino, hvor han repræsenterede først Juventus og efterfølgende Torino FC. Han vandt ét italienske mesterskab med Juventus i 1935 og hele fem med Torino i perioden 1943-1949. Han spillede desuden seks kampe for det italienske landshold.
Gabetto omkom i flyulykken i Superga 4. maj 1949, hvor næsten hele Torino FC's hold blev udslettet. Holdet var på vej hjem fra en opvisningskamp i Lissabon mod Benfica, da klubbens fly styrtede ned ved Basilica di Superga-kirken i udkanten af Torino. Alle 31 ombordværende omkom.

## Titler
Serie A
- 1935 med Juventus
- 1943, 1946, 1947, 1948 og 1949 med Torino

Coppa Italia
- 1938 med Juventus
- 1943 med Torino